# Alfredo del Águila
Alfredo del Águila Estrella (Ciudad de México, 3 de enero de 1935 - 26 de julio de 2018) fue un futbolista mexicano.

## Trayectoria
Jugó en el América 158 partidos, anotando cuatro goles en siete temporadas. Vistió las camisetas del Deportivo Toluca y del Club América durante su carrera. Jugó en la selección de fútbol de México que participó en la Copa Mundial de Fútbol de 1962. 

## Selección nacional

### Participaciones en Copas del Mundo
| Mundial                        | Sede  | Resultado    |
| ------------------------------ | ----- | ------------ |
| Copa Mundial de Fútbol de 1962 | Chile | Primera fase |

## Palmarés como jugador

### Campeonatos nacionales
| Título                     | Club         | País   | Año     |
| -------------------------- | ------------ | ------ | ------- |
| Copa México                | Club América | México | 1964-65 |
| Primera División de México | Club América | México | 1965-66 |